# Jürgen Gärtner
Jürgen Gärtner (Reichenbach, Oberlausitz, 1950) é um matemático alemão, especialmente interessado sobre estocástica e análise, professor da Universidade Técnica de Berlim.
Gärtner obteve um doutorado em 1976 na Universidade Estatal de Moscou, orientado por Mark Freidlin, com a tese On the logarithmic asymptotics of large deviation probabilities). Obteve em 1984 a habilitação em (Zur Ausbreitung von Wellenfronten für Reaktions-Diffusions-Gleichungen).
Foi palestrante convidado do Congresso Internacional de Matemáticos em Zurique (1994: Parabolic systems in random media and aspects of intermittency).

## Publicações selecionadas
- On the asymptotic behavior of the first exit time from a domain. Theory Probab. Appl., Volume 20, 1975, p. 169–174
- On the logarithmic asymptotics of large deviation probabilities. Dissertation, Moskau, 1976.
- Theorems on large deviations for a certain class of random processes. Theory Probab. Appl., Volume 21, 1976, p. 95–106
- On large deviations from the invariant measure. Theory Probab. Appl., Volume 22, 1977, p. 24–39.
- Location of wave fronts for the multidimensional KPP equation and Brownian first exit densities. Math. Nachr., Volume 105, 1982, p. 317–351
- com Dawson: Large deviations and tunnelling for particle systems with mean field interaction. C.R. Math. Rep. Acad. Sci. Canada, Volume 8, 1986, p. 387–392
- com D.A. Dawson: Large deviations from the McKean-Vlasov limit for weakly interacting diffusions. Stochastics, Volume 20, 1987, p. 247–308
- com D.A. Dawson: Long-time fluctuations of weakly interacting diffusions. In H.J. Engelbert, W. Schmidt (Hrsg.) Stochastic Differential Systems, Springer, 1987, p. 3–10
- com D.A. Dawson: Long time behaviour of interacting diffusions. In J.R. Norris, editor, Stochastic Calculus in Application. Proc. Cambridge Symp., 1987, Longman, 1988, p. 29–54
- com Don Dawson: Large deviations, free energy functional and quasi-potential for a mean field model of interacting diffusions. Mem. Amer. Math. Society, Volume 78, 1989
- com S. Molchanov: Parabolic problems for the Anderson model. I. Intermittency and related topics. Commun. Math. Phys., Volume 132, 1990, p. 613–655, Teil II, Second-order asymptotics and structure of high peaks. Probab. Theory Relat. Fields, Band 111, 1998, p. 17–55
- com S. Molchanov, W. Kanig: Geometric characterization of intermittency in the parabolic Anderson model, Annals of Probability, Volume 35, 2007, p. 439–499
- com W. König: The parabolic Anderson model. In J-D. Deuschel, A. Greven, Hrsrg., Interacting Stochastic Systems, 2005, p. 153–179
- com F. den Hollander: Intermittency in a catalytic random medium. Annals of Probability, Volume 34, 2006, p. 2219–2287
- com S. Molchanov, W. König: Geometric characterization of intermittency in the parabolic Anderson model, Annals of Probability, Volume 35, 2007, p. 439–499